# Copa das Nações do Oeste Africano de 2011
A Copa das Nações do Oeste Africano de 2011 foi a segunda edição desta competição internacional de futebol. Foi realizada em Nigéria. A competição é organizada pela União das Federações Oeste Africanas (UFOA). A competição foi disputada entre os dias 5 e 15 de maio nas cidades de Abeokuta e Ijebu Ode, estado de Ogun.
A Seleção Togolesa sagrou-se a campeã da competição ao vencer os donos da casa, a Nigéria, por 3 a 2 na final. Foi o primeiro título conquistado por Togo neste torneio.

## Países participantes
| - Benim - Gâmbia (desistiu) - Gana - Libéria - Mali (desistiu) | - Níger (substituiu Costa do Marfim) - Nigéria (país sede) - Senegal (desistiu) - Togo |

## Primeira fase
O sorteio para a fase de grupos ocorreu em 28 de abril de 2011.
|  | Equipes classificadas para a fase final |
|  | Equipes eliminadas na primeira fase     |

### Grupo A
| Pos. | Seleção | Pts | J | V | E | D | GP | GC | SG |
| ---- | ------- | --- | - | - | - | - | -- | -- | -- |
| 1    | Nigéria | 6   | 2 | 2 | 0 | 0 | 5  | 0  | +5 |
| 2    | Libéria | 3   | 2 | 1 | 0 | 1 | 2  | 2  | 0  |
| 3    | Níger   | 0   | 2 | 0 | 0 | 2 | 1  | 6  | –5 |

- Mali desistiu de disputar a competição.

Jogos
| 5 de maio | Nigéria     | 1 – 0     | Libéria | Abeokuta |
|           | Ehiosun 24' | Relatório |         |          |

| 7 de maio | Nigéria                                       | 4 – 0 | Níger | Abeokuta |
|           | Ibenegbu 5', 35' · Ehiosun 55' · Agwuocha 65' |       |       |          |

| 9 de maio | Libéria | 2 – 1 | Níger | Abeokuta |
|           |         |       |       |          |

### Grupo B
| Pos. | Seleção | Pts | J | V | E | D | GP | GC | SG |
| ---- | ------- | --- | - | - | - | - | -- | -- | -- |
| 1    | Gana    | 3   | 1 | 0 | 1 | 0 | 3  | 3  | 0  |
| 1    | Togo    | 3   | 1 | 0 | 1 | 0 | 3  | 3  | 0  |

- Senegal e Gambia desistiram de disputar a competição.[4]

Como havia apenas duas equipes restantes no grupo, foi decidido que as equipes deveriam jogar entre si duas vezes para determinar o vencedor do grupo. Ambas as equipes foram classificadas automaticamente para a fase semifinal.
Jogos
| 8 de maio | Togo | 1 – 2 | Gana |  |
|           |      |       |      |  |

| 10 de maio | Gana | 1 – 2 | Togo |  |
|            |      |       |      |  |

|  |       | Penalidades |
|  | 3 – 4 |             |

## Fase final
|  | Semifinais | Semifinais |   |            | Final          | Final |  |
|  |            |            |   |            |                |       |  |
|  | 12 de maio |            |   |            |                |       |  |
|  | Nigéria    | 2          |   |            |                |       |  |
|  | Gana       | 1          |   |            |                |       |  |
|  |            |            |   |            |                |       |  |
|  |            |            |   |            | 15 de maio     |       |  |
|  |            |            |   |            | Nigéria        | 2     |  |
|  |            | Togo       | 3 |            |                |       |  |
|  |            |            |   |            |                |       |  |
|  |            |            |   |            |                |       |  |
|  |            |            |   |            | Terceiro lugar |       |  |
|  | 12 de maio | 12 de maio |   | 14 de maio | 14 de maio     |       |  |
|  | Libéria    | 2          |   | Gana       | 1              |       |  |
|  | Togo       | 4          |   |            | Libéria        | 3     |  |

Semifinais
| 12 de maio | Nigéria           | 2 – 1 | Gana             | Abeokuta |
|            | Ehiosun 84', 119' |       | 66' Ibrahim Aziz |          |

| 12 de maio | Libéria | 2 – 4 | Togo | Abeokuta |
|            |         |       |      |          |

Disputa do 3º lugar
| 14 de maio | Gana | 1 – 3 | Libéria | Abeokuta |
|            |      |       |         |          |

Final
| 18 de maio | Nigéria                  | 2 – 3     | Togo                         | Abeokuta |
|            | Ibenegbu 25', 45' (pen.) | Relatório | Atakora 2', 60' · Senome 20' |          |

## Premiação
| Copa das Nações do Oeste Africano de 2011 |
| Gana                                      |
| ----------------------------------------- |
| TOGO Campeão (1º título)                  |